# Малащенко, Владимир Александрович
Малащенко Владимир Александрович ( 5 февраля 1939, Новокухновщина Гомельской области ) — советский учёный в области механики. Работает в направлении исследования нагрузочной способности элементов приводных систем машин. Доктор технических наук (1991), профессор (1994).

## Биография
В 1967 окончил Львовский политехнический институт, где впоследствии и работает: с 2012 – зав. кафедрой деталей машин.

## Научные труды
- «Динамика механизмов подъема высотных сооружений». Л., 1981 (в соаторстве);
- «Муфти приводів. Конструкції та приклади розрахунків». Л., 2009;
- «Спеціальні нарізеві з’єднання». Р., 2010 (в соавторстве);
- «Деталі машин: Навч. посіб». Л., 2013;
- «Force interaction in the elements of clutch with parallel grooves in driven half sleeve» // Вісн. Нац. ун-ту «Львів. політехніка». 2014. № 788 (в соавторстве);
- «Класифікація способів і пристроїв керування процесом зміни швидкості у техніці» // Підйомно-транспортна техніка. 2015. № 1 (в соавторстве).